# Neptun (antischeepsraket)
De R-360 Neptun (Oekraïens: Р-360 Нептун, Engels: R-360 Neptune) is een Oekraïens kruisvluchtwapen dat oorspronkelijk werd ontworpen als antischeepsraket. Deze werd ontwikkeld als reactie op de toenemende dreiging vanuit Rusland na 2014.

## Geschiedenis

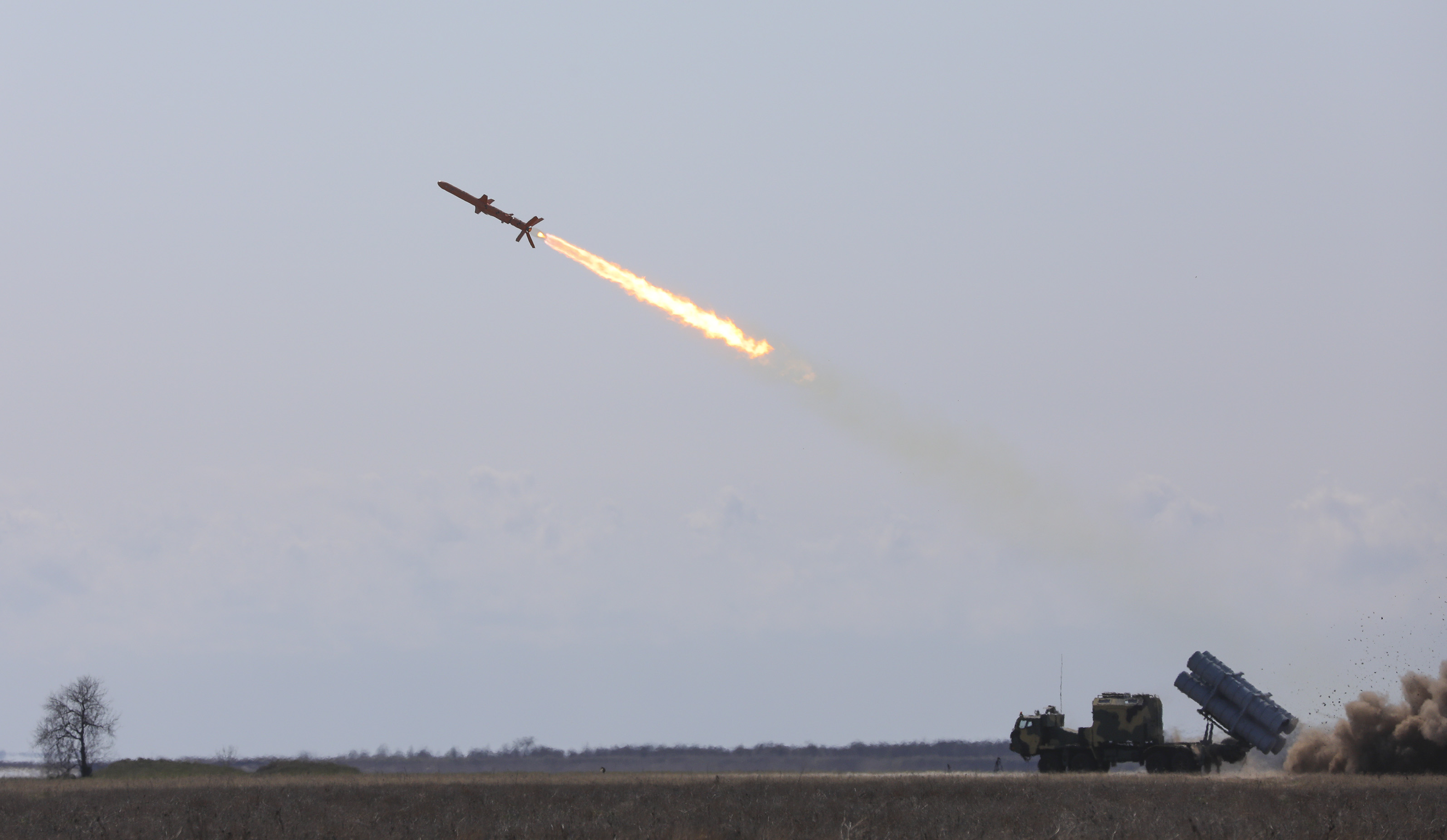
Testlancering in 2019

Het ontwerpbureau Luch GAhK uit Kiev ontwierp de R-360 Neptun als een verbeterde versie van de Russische Ch-35 Oeran. De raket beschikt in vergelijking met zijn voorganger over modernere elektronica en radar en het bereik werd vergroot tot 280 km. De aandrijving gebeurt met een MS-400-turbofanmotor van de firma Motor Sich. In 2015 werd de raket voor het eerst getoond aan het publiek in Kiev. De eerste testvluchten vonden plaats in januari 2018.
In december 2020 verkocht Oekraïne R-360 Neptun aan Indonesië.
Het R-360 Neptun-systeem is sinds 2021 inzetbaar vanaf het Oekraïense kustgebied tegen schepen tot 5000 registerton. De belangrijkste taak is de bescherming van de kustlijn tegen vijandelijke schepen. De raket kan tot 25 kilometer landinwaarts worden afgevuurd op doelen op zee.
In april 2022 troffen twee Neptun-raketten volgens de Oekraïense regering de Russische raketkruiser Moskva, die daardoor uren later tot zinken kwam. Als vergelding viel Rusland de fabriek bij Kiev waar de R-360 Neptun geproduceerd wordt met vier 3M-54 Kalibr-kruisraketten aan.
De Neptun wordt in de praktijk met een aangepast vluchtprofiel vooral gebruikt voor het raken van doelen op land en is daarmee geen puur antischeepswapen meer.

## Kenmerken
De Neptun wordt vanuit een op een vrachtwagen gemonteerde USPU-360-lanceerinrichting met vier containers afgevuurd. Deze wordt ondersteund door een RCP-360-commandovoertuig met radar en een TZM-360-vrachtwagen met raketten om te herladen.
De radar van de Neptun-raket heeft een bereik van maximaal 50 kilometer in een hoek van 60 graden. De Amerikaanse Harpoon ziet slechts een hoek van 45 graden. De raket nadert op subsonische snelheid in kruisvluchtprofiel op een hoogte van 10 à 30 meter. Gedurende de laatste fase neemt dit af tot 4 à 5 meter.

## Long Neptune
In 2024 werd het gereedkomen van een krachtiger variant gemeld. Deze Long Neptune zou vooral op landdoelen zijn gericht, een bereik van ruim duizend kilometer hebben en een tweemaal zo krachtige springkop. In maart 2025 meldde president Volodymyr Zelensky dat de Long Neptune inmiddels met succes op doelen tot duizend kilometer was ingezet waaronder de olieraffinaderij van Toeapse.

## Foto’s

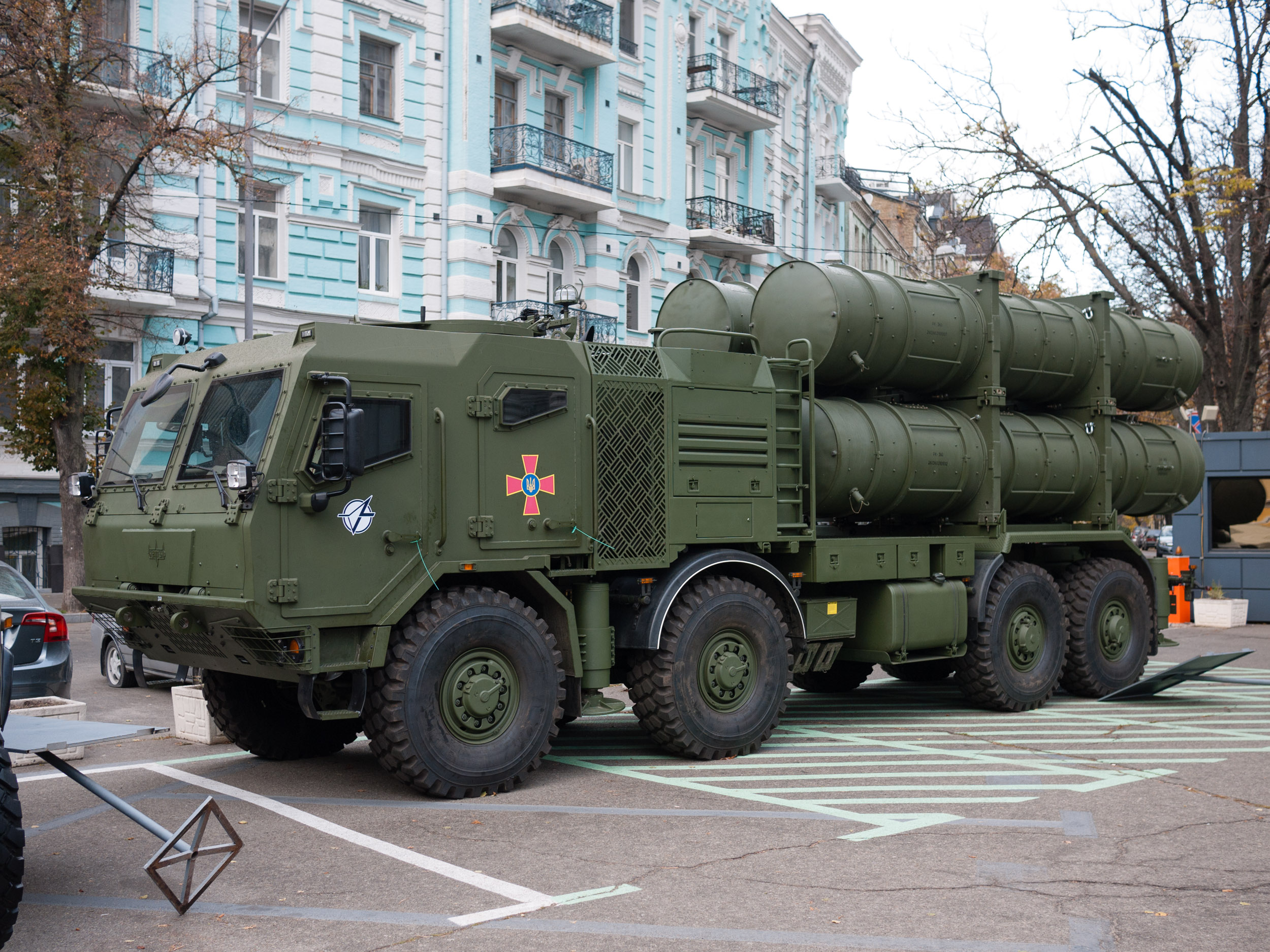
Varchtwagen met lanceerinrichting
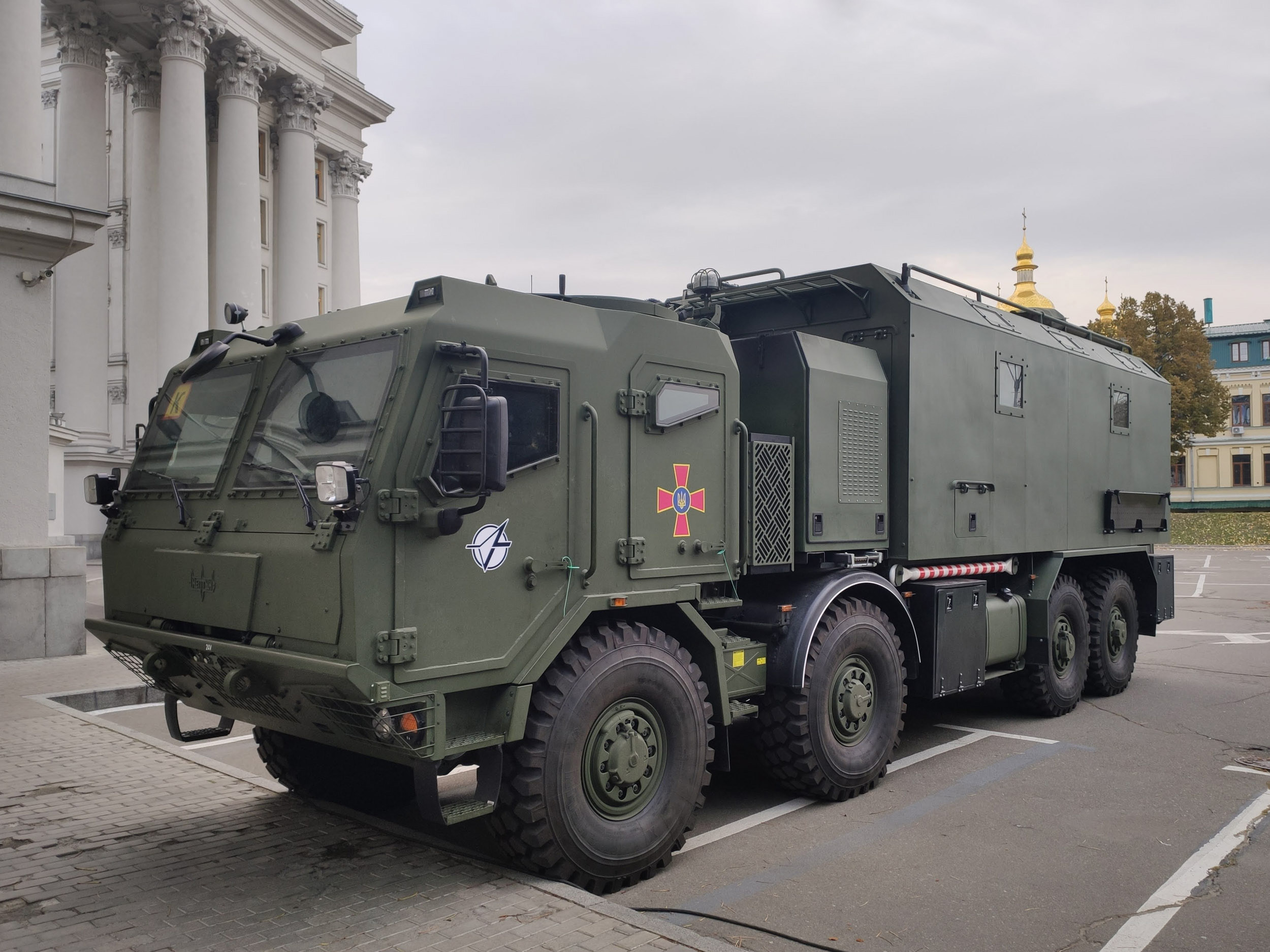
Commandovoertuig
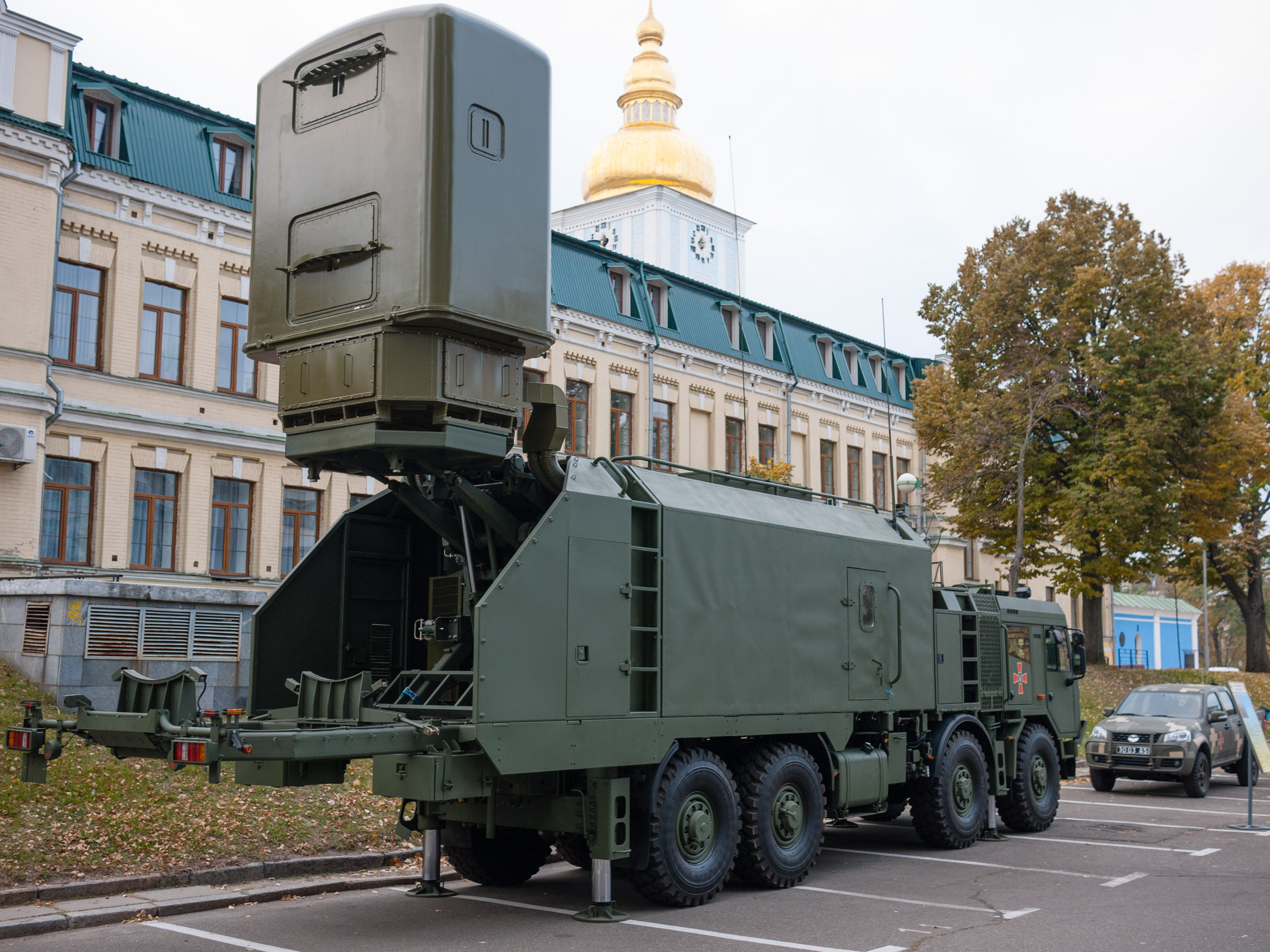
Voertuig met radar operationeel
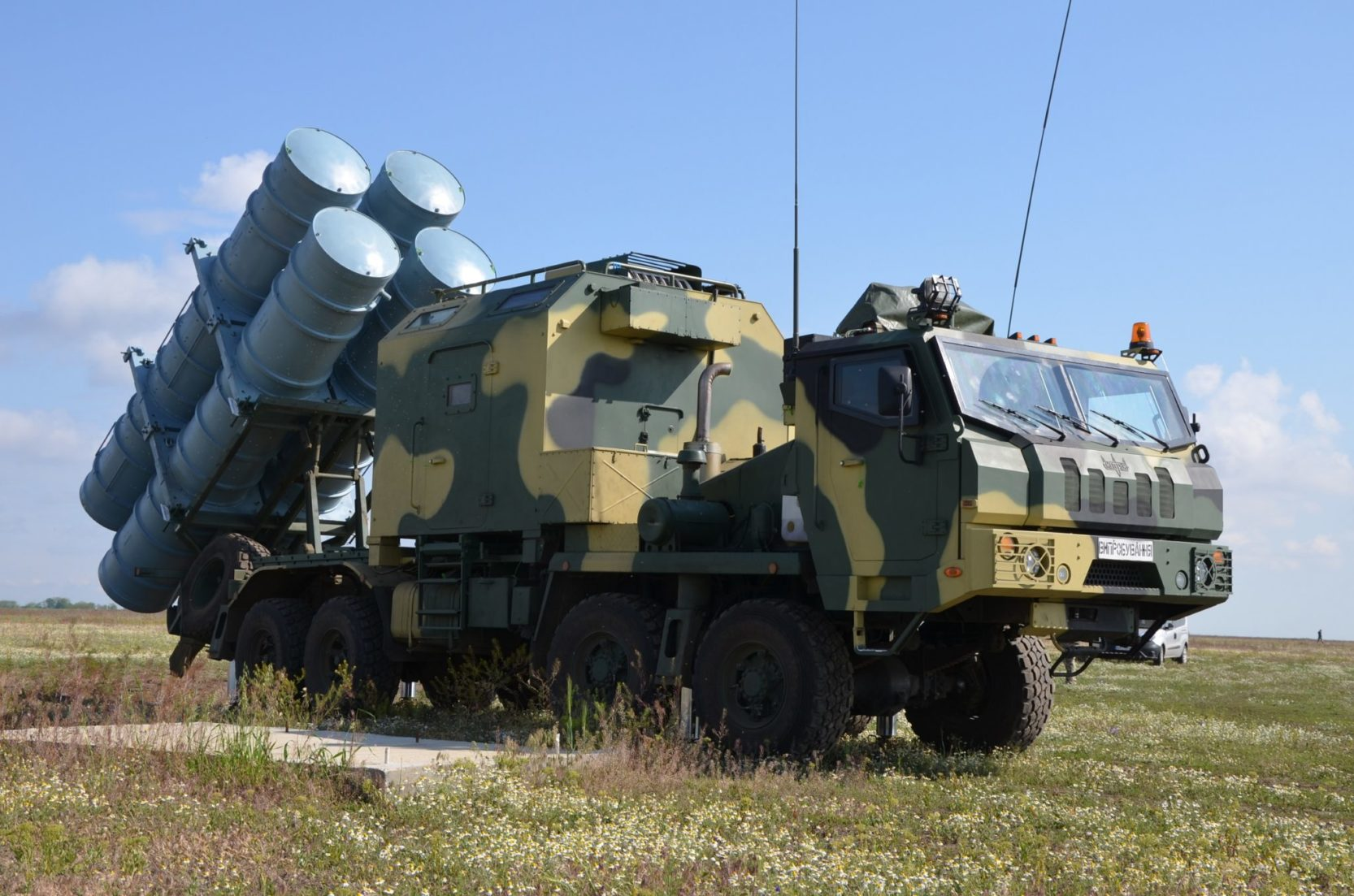
Prototype met lanceerinrichting